# 麦角固醇
麦角固醇（又称为麦角甾醇）是从真菌类酵母与麦角菌中发现的一种植物固醇。在紫外线照射下可被转化为维生素D2。它是酵母和真菌细胞膜的组成部分，功能与动物细胞膜中的胆固醇相同。对于素食者说，麦角固醇是唯一的维生素D食物来源，不过人体内可从皮肤中的7-脱氢胆固醇合成维生素D。

## 应用

### 真菌检测
麦角固醇由真菌合成，虽然有在草如黑麦和紫花苜蓿（包括苜蓿芽），并在植物的花，如啤酒花中发现麦角固醇的报告，然而，目前认为这些麦角固醇来自污染植物的真菌。因此，麦角固醇的检测技术可用于检测草，谷物，和进料系统中的真菌。
麦角固醇也可以用来作为在土壤中真菌生物量的一个指标，尽管其会缓慢降解，但如果将样本储存于冰点以下的黑暗环境，降解速度会减慢甚至停止。

### 抗真菌药物靶点
由于麦角固醇只在真菌细胞中发挥生物功能，因此可作为抗真菌药物的作用靶点。麦角固醇也存在于一些单细胞生物，如非洲昏睡症病原体锥虫的细胞膜，这是相关药物用于治疗该病的理论依据。
例如抗真菌药物两性霉素B，其与霉菌细胞膜上的麦角固醇结合，造成细胞膜通透性的改变，导致真菌细胞内的成分，主要是钾离子和氢离子，及其他成份如氨基酸、蛋白质等泄漏到膜外，破坏真菌正常代谢及抑制生长，细胞产生裂解而造成霉菌细胞死亡。其用于抵抗真菌或原虫感染，由于与胆固醇也有一定的亲和性而对人体产生副作用，现一般已被其它更安全的药物取代。
咪康唑，伊曲康唑和克霉唑则抑制真菌细胞从羊毛甾醇到麦角固醇的合成，转化过程中与羊毛甾醇4号碳上两个甲基的消除相关的酶被抑制，从而实现抗真菌作用。

### 潜在用途
有研究显示麦角固醇可能具有抗肿瘤特性。

## 毒性
麦角固醇粉对皮肤，眼睛和呼吸道有刺激性。大量摄入可引起高血钙症，长时间的高血钙症会导致钙盐在软组织，特别是肾脏中沉积。